# بودل (لهستان)
بودل (به لهستانی:  Budel) یک روستا در لهستان است که در گمینا واسکاژو واقع شده‌است.